# نشنال مال

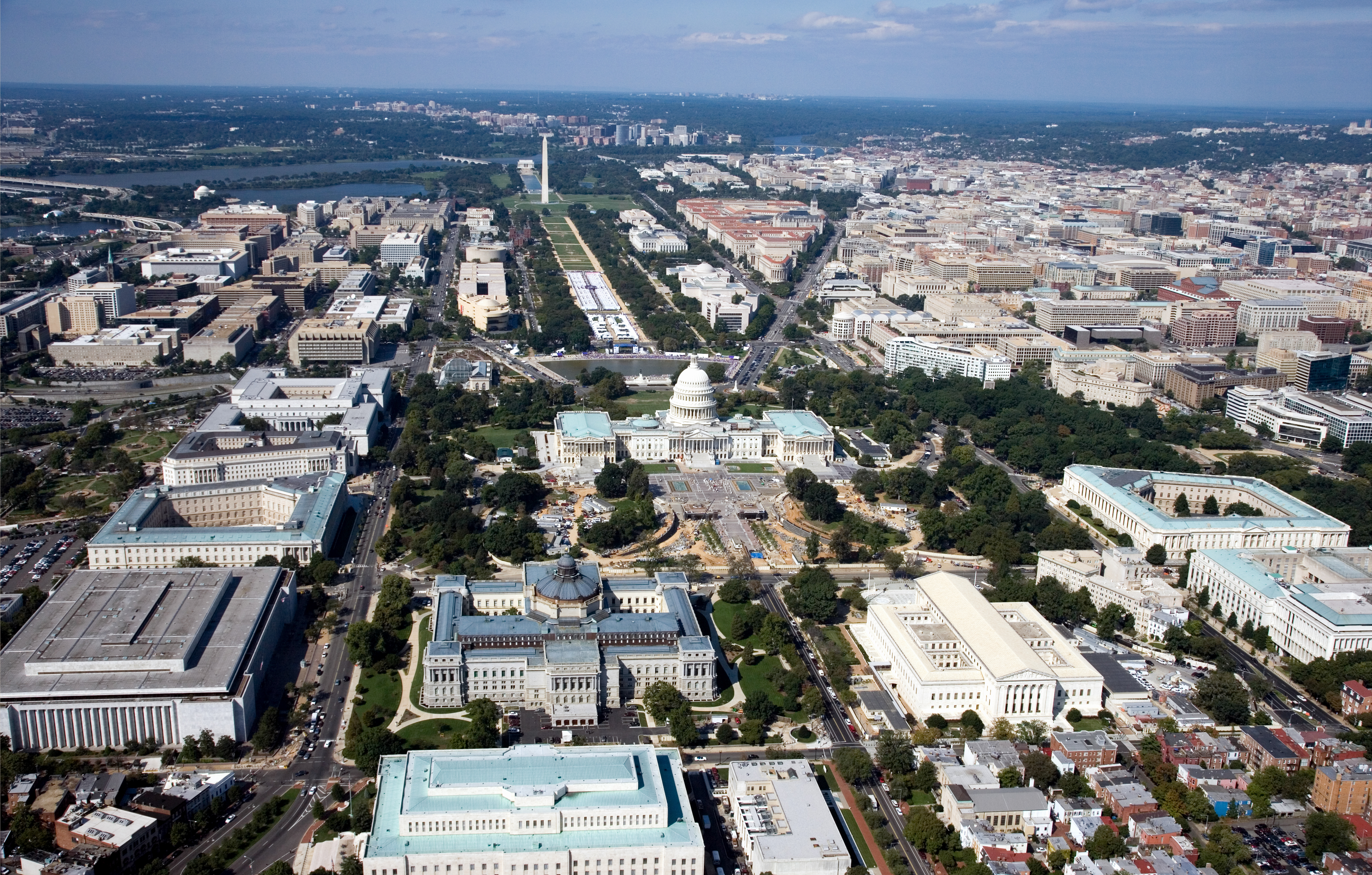
دید هوایی از نشنال مال، ۲۰۰۷.

نشنال مال  (National mall) پارکی است عمومی که در مرکز واشنگتن دی‌سی پایتخت امریکا واقع شده‌است. این پارک شامل شمار زیادی موزه، بنای یادبود است و از معروف‌ترین مکان‌های گردشگری شهر به‌شمار می‌آید و هر ساله حدود ۲۴ میلیون بازدیدکننده دارد. پارک ملی به سبب ارزش تاریخی و شهری‌اش غالباً مکانی برای گردهمایی و تظاهرات است. نقشه پارک توسط پیر شارل لانفان کشیده شده‌است.

## موزه‌ها و بناهای پارک ملی
- یادبود واشنگتن
- موزه ملی تاریخ امریکا
- موزه ملی تاریخ طبیعی (آمریکا)
- نگارخانه ملی هنر امریکا
- کاخ کنگره
- موزه ملی سرخپوستان ایالات متحده امریکا
- موزه ملی هوافضای اسمیتسونین
- موزه و بوستان مجسمه هرش‌هورن
- موسسه اسمیتسونین
- نگارخانه هنر فریر
- موزه ملی هنر آفریقا (آمریکا)